# Франция в XX веке
Франция в XX веке — охватывает период от Третьей республики до Пятой республики.

## Третья французская республика
Выборы в палату депутатов, происходившие весной 1902 г., создали в палате депутатов радикальное большинство. Правительство уже не нуждалось более в поддержке разнообразных элементов из разных республиканских партий: политика кабинета Вальдека-Руссо была оправдана избирателями. Тем не менее 20 мая Вальдек-Руссо совершенно неожиданно и для противников, и даже для сторонников заявил, что его кабинет подаёт в отставку, считая свои обязанности по умиротворению Франции исполненными. Попытки врагов кабинета объяснить эту отставку раздорами в самом кабинете оказались ни на чём не основанными. Ещё с меньшим правом можно было искать причину отставки в исходе выборов; в палате на 589 депутатов имелось 233 радикала и радикала-социалиста, 62 правительственных республиканца и 43 социалиста, которые не отказывали кабинету в своей поддержке.
Таким образом правительственное большинство было обеспечено и отставка кабинета — в первый и единственный раз в истории третьей республики, — была безусловно добровольной. В том же мае месяце состоялась поездка президента республики, Лубе, в Санкт-Петербург. В конце мая французская колония Мартиника была поражена страшным извержением вулкана, считавшегося потухшим, и сильным землетрясением, которое разрушило почти все поселения острова. Погибло до 40 тысяч человек. 1 июня была открыта летняя сессия парламента. Палата депутатов избрала на пост президента радикала Леона Буржуа большинством 303 гол. против 267, поданных за прежнего президента, оппортуниста Дешанеля. Сформирование нового кабинета было поручено радикалу Комбу. Он взял себе портфель внутренних дел, а из старого кабинета сохранил только военного министра ген. Андрэ и министра иностранных дел Делькассе. Остальные члены кабинета: министр юстиции — Валле, морской министр — Камилл Пельтан, министр торговли — Трульо, земледелия — Мужо, колоний — Думерг (все пятеро — радикалы, или радикалы-социалисты), министр просвещения — Шомье, общественных работ — Марюэжуль, министр финансов — Рувье (последние трое — республиканцы). Делькассе и Рувье представляли в кабинете правое крыло республиканской партии. Социалисты, к которым в кабинете Вальдека-Руссо принадлежали Мильеран и Боден, в новом кабинете представлены не были; тем не менее, они входили в блок парламентских партий, который поддерживал кабинет Комба и во всё время деятельности кабинета представлял собой особую парламентскую организацию партий, построенную на федеративном начале, с постоянным общим комитетом.
Министерская декларация обещала отмену закона Фаллу, подоходный налог, двухгодичную военную службу, страхование рабочих от старости и болезней. Она объявляла войну националистам и клерикалам, но не касалась отделения церкви от государства, а выражала только намерение неукоснительно применять закон Вальдека-Руссо о конгрегациях. Тем не менее, католическая церковь поняла декларацию министерства как вызов и сразу начала мобилизовать свои силы против правительства. В свою очередь правительство уже в течение июня объявило о закрытии 135 школ различных конгрегаций. Конгрегации далеко не всегда подчинялись добровольно; закрывать их школы приходилось иногда при помощи вооружённой силы. Позже аналогичные меры принимались с большей осторожностью, но всё же вызывали противодействие и недовольство. Члены конгрегаций эмигрировали в Италию, в Бельгию и особенно в Испанию. Правительство, не колеблясь, увольняло чиновников за участие во враждебных ему манифестациях; в начале 1903 г. было уволено несколько генералов и полковников, жены и дочери которых приняли демонстративное участие в благотворительных базарах, устроенных духовными конгрегациями. Был отозван французский посол в Петербурге Монтебелло, настроенный клерикально, и заменён Бомпаром, сторонником политики кабинета. Прения в палате не раз принимали крайне бурный характер, но в результате правительство всегда получало одобрение большинством 70—120 голосов в палате и 50—70 голосов в сенате.
В ноябре 1902 г. север Франции был охвачен громадной забастовкой в угольных копях, но правительству, путём мирного вмешательства, удалось склонить обе стороны к уступкам и этим прекратить стачку. В конце 1902 г. мин-ство внесло в палату депутатов проект закона о преподавании, отменявший закон Фаллу. Право открытия учебных заведений предоставлялось только лицам с высшим светским образованием (по закону Фаллу достаточно было среднего, всё равно — светского или духовного); контроль над преподаванием предоставлялся светским властям, которые получали право закрывать учебные заведения. От лиц, открывающих учебное заведение, требовалось заявление, что они не принадлежат к неразрешённым конгрегациям. В силу нового закона подлежало закрытию до 10000 школ, содержимых духовенством, с общим числом учащихся: мальчиков — 350000 и девочек — 580000. Для восполнения создаваемого таким образом пробела правительство должно было озаботиться о немедленном открытии 1921 совсем новых школ и о расширении нескольких тысяч старых. Это возложило на плательщиков налогов бремя в 50 млн франк. единовременно и свыше 9 млн ежегодно, тогда как ранее соответствующие расходы падали на церковь и монастыри. В ноябре 1903 г. против правительства выступил в сенате Вальдек-Руссо, утверждая, что оно слишком сурово, не считаясь с обстоятельствами, проводит закон о конгрегациях. Речь эта привела в восторг противников кабинета, но большого влияния не имела; правительство сохранило и после неё своё большинство в обеих палатах. В июле 1904 г. закон о преподавании прошёл через обе палаты и вступил в силу; закон Фаллу окончательно пал. В январе 1905 г. правительство провело через палаты запрещение преподавать Закон Божий на бретонском языке. На отмену конкордата правительство, однако, не решалось, находя, что религиозное сознание народа не стоит ещё на надлежащей высоте. В сентябре 1903 г. открытие в Трегье памятника Ренану дало повод к клерикальным манифестациям: войска принуждены были отогнать от места торжества значительную толпу народа. В апреле 1904 г. из судов были удалены распятия и другие религиозные эмблемы.
Хотя министром иностранных дел оставался Делькассе, горячий сторонник франко-русского союза, но франко-русская дружба во время деятельности кабинет Комба несколько охладела. Франция сблизилась с Англией и Италией. В течение 1903 г. короли английский и итальянский посетили Париж; Лубе отдал им визит в Лондоне и Риме. Поездка Лубе в Рим (апр. 1904 г.) была актом не только международной, но и церковной политики: он не счёл нужным посетить папу, да и не мог бы сделать этого ввиду заявления римской курии, что одновременное посещение главы церкви и главы государства, лишившего папу его прав, возможно только для иноверного государя. В посещении короля итальянского, в Риме, президентом французской республики курия увидела оскорбление для себя и выразила свой протест официально. Французское правительство ответило отозванием своего посла из Ватикана (май 1904 г.). Тем не менее, папа медлил с отозванием своего нунция из Парижа. В июле 1904 г. папа уволил двух французских епископов, не получив на то согласия от франц. правительства. Тогда отозван был из Рима весь состав французского посольства, а папскому нунцию было сообщено, что его пребывание в Париже не имеет больше никакой цели. Дипломатические сношения между Францией и святым престолом были разорваны. Целый ряд епископских и священнических кафедр, ставших вакантными, не мог быть замещён вследствие невозможности соглашения между франц. правительством и курией. — Политическое сближение с Италией и Англией было завершено договорами о мирном третейском разбирательстве споров между ними; такие же договоры были заключены с Испанией, Швецией, Норвегией и Нидерландами. Другое соглашение между Францией и Англией касалось колониальных вопросов. Франция обязалась не требовать эвакуации Египта англичанами; Англия признала, что Франция имеет право охранять спокойствие и порядок в Марокко и оказывать марокканскому султану необходимую военную и финансовую помощь; в течение ближайших 30 лет Франция и Англия должны пользоваться в Египте и Марокко одинаковым торговым положением; для обеспечения свободы плавания по Гибралтарскому проливу в известной части Марокко не должно быть воздвигаемо приморских укреплений; по отношению к рыбной ловле у Ньюфаундленда Франция отказалась от предоставленных ей Утрехтским миром привилегий; в Сенегамбии зато произведено в пользу Франции исправление границ между французскими и английскими владениями, и Англия уступила Франции группу островов в устье Нигера; в Сиаме река Менам признана границей между сферами влияния Англии и Франции, и обе державы обязались не присоединять к себе Сиам; Англия отказалась от влияния на таможенное законодательство Мадагаскара. 6-го октября 1904 г. Испания признала франко-английское соглашение относительно Марокко. При соглашении с Англией не было обращено внимания на интересы Германии, имеющей известные претензии на Марокко. В конце 1904 г. начались, вследствие этого, пререкания между Францией и Германией, несколько пошатнувшие положение Делькассе. Между тем последний очень дорожил сближением с Германией: он допустил высылку из Франции эльзасца Дельсора, приезжавшего в Париж, чтобы устраивать митинги и читать лекции по эльзасскому вопросу. Движение вопроса о подоходном налоге замедлялось самим министром финансов, ни в чём не отступавшим от финансовой политики предыдущих кабинетов; выкуп жел. дорог государством он объявил несвоевременным. В 1903 г. было возобновлено дело Дрейфуса. Дополнительное его расследование было закончено только в июле 1906 г.: кассационный суд отменил приговор Реннского суда, признал Эстергази автором пресловутого бордеро и нашёл ненужным новое рассмотрение дела, в виду чего особым законом, проведённым через палаты, Дрейфус и его сторонник полковник Пиккар были восстановлены во всех их служебных правах. Этот исход дела не вызвал прежнего раздражения страстей: французский национализм, в той его форме, в которой он проявился в деле Дрейфуса, к этому времени более не существовал.
С целью низвержения правительства на сына Комба, исполнявшего при отце обязанности частного секретаря, было взведено клеветническое обвинение во взяточничестве. Против морского министра Пелльтана вёлся систематический поход, во главе которого стоял один из его предшественников по министерству, также радикал (но с ярко националистическим оттенком), Локруа. В этой борьбе выразились отчасти два противоположные взгляда на военно-морское дело: Пелльтан — сторонник мелких военных судов (миноносцев и контр-миноносцев), Локруа — броненосцев и крейсеров (Русско-Японская война неопровержимо доказала, что в этом споре был прав Локруа). Локруа утверждал, что Пелльтан ослабляет флот как непропорционально крупными тратами на мелкие суда, так и подбором служащих, при котором он более считается с политическими убеждениями назначаемых, чем с их пригодностью для дела. Такого же рода был поход и против военного министра Андре, несомненно, способствовавшего развитию в среде армии политического доносительства. Его заменил радикал-социалист Берто. В агитации против кабинета принял участие и бывший министр в кабинете Вальдека-Руссо, социалист Мильеран, обвинявший правительство в том, что оно из-за церковной политики забывает политику социальную. Из соединения клерикалов и националистов с социалистами и радикалами образовалась сплочённая и сильная оппозиция. При открытии сессии парламента в январе 1905 г. часть радикалов выставила кандидатом на пост президента палаты Поля Думера, принадлежавшего к радикальной партии, но участвовавшего в агитации против кабинета. Думер был выбран 265 гол. против 240, данных кандидату министерства, Бриссону. Через несколько дней, при обсуждении общей политики кабинета, он получил выражение одобрения большинством 289 голосов против 279. Недовольный таким ничтожным большинством, Комб подал в отставку (14 января 1905 г.), продержавшись у власти 2 года и 7 месяцев.
24 января 1905 г. был сформирован новый кабинет. Во главе его стал Рувье, оставшийся министром финансов. Из прежнего кабинета вошли в новый ещё Шомье, переменивший портфель народного просвещения на юстицию, министр иностранных дел Делькассе, и военный министр Берто. Новыми министрами были: Этьен, министр внутрен. дел; Томсон, морской министр; Бьенвеню Мартэн, министр народного просвещения и культов; Дюбьеф, министр торговли, почт и телеграфа; Клюментель, министр колоний; Рюо, министр земледелия; Готье, министр публичных работ. Лица с ярко выраженной радикальной окраской (Комб, Пелльтан, Валле, Думерг) все, кроме Берто, вышли из кабинета; левая его сторона была усилена радикалами-социалистами Дюбьефом и Бьенвеню-Мартэном и радикалами Рюо и Клюментелем, но не в их руках были важнейшие портфели. В первой своей декларации кабинет Рувье обещал во всем существенном продолжать политику Комба. Церковная политика правительства изменилась очень мало, став разве несколько более мягкой. Внесённый м-вом проект отделения церкви от государства лишь немногим отличался от проекта, ещё раньше предложенного Брианом. Сущность закона, обнародованного в конце 1905 года, состоит в следующем: республика не признает, не оплачивает и не субсидирует никакой церкви. Начиная с 1 января 1906 г. уничтожается государственный бюджет культов, равно как и расходы на них департаментов и общин. В течение года движимые и недвижимые имущества церкви, со всеми лежащими на них обязательствами, передаются религиозным ассоциациям верующих. Имущества, раньше принадлежавшие государству, департаментам или общинам, возвращаются им по принадлежности, с обязательством в течение определённого срока отдавать их внаём ассоциациям верующих. Служителям церкви, прослужившим не менее 30 лет и достигшим 60-летнего возраста, обеспечивается пожизненная ежегодная пенсия из средств государства, в размере 3/4 их прежнего жалования; при возрасте низшем и при меньшем числе лет службы назначается пенсия в пониженном размере. Верующим предоставляется устраивать ассоциации, пользующиеся свободой отправления религиозного культа. Отделение церкви от государства вызывало нападки с двух сторон. Справа клерикалы нападали на него за отнятие у церкви привилегированного положения в государстве; в прекращении зависимости церкви от государства они видели нарушение свободы совести; церковные имущества клерикалы считали неотъемлемым достоянием церкви и посягательство на них называли грабежом. Слева, из социалистического лагеря, правительство подвергалось упрёкам в недостатке решительности и последовательности; указывалось на то, что так называемые церковные имущества приобретены церковью благодаря государству, и следовательно, могут и должны считаться общественным достоянием. — Закон о страховании лиц, живущих заработком, не был проведён при кабинете Рувье; законопроект о подоходном налоге этим кабинетом вовсе внесён не был. Значительно был увеличен состав флота, ввиду того, что в 1898 году германский флот составлял только 1/4 французского, к 1908 г. должен составить уже 3/4, а в 1917 г. — превосходить его, если Франция не построит 24 больших боевых судна. — В феврале 1905 г. в Париже заседал международный суд, разбиравший дело о потоплении английских судов русской эскадрой (см. Гулльский инцидент). В конце апреля Париж вновь посетил английский король, в конце мая и начале июня — испанский, на жизнь которого было сделано покушение испанским анархистом, бросившим бомбу в его карету. Цусимская катастрофа (15 [28] мая 1905 г.), подорвав русское могущество на море, оказалась невыгодной для сторонников русофильской политики. 6-го июня 1905 г. место Делькассе занял Рувье, уступив портфель финансов Мерлу. Задачей Рувье, как мин. ин. дел, было уладить спор с Германией. Конференция, созванная с этой целью, собралась в Алжесирасе (в Испании) и в апреле 1906 г. выработала акт, признавший суверенитет марокканского султана, неприкосновенность его владений и экономическое равенство держав в Марокко. В действительности, однако, все внутреннее управление Марокко было поставлено под строжайший контроль европейских держав. Начальником полиции султан должен назначать офицера, рекомендованного ему швейцарским правительством. — Недовольство мерами, принятыми кабинетом против образования чиновниками синдикатов, выразилось в отставке военного министра Берто. Его место занял Этьен; портфель министра внутренних дел перешёл к министру торговли Дюбьефу, которого заменил Трульо, умеренный республиканец. 19 февраля 1906 г. истекал семилетний срок президентских полномочий Лубе, который решительно отказался от вторичной кандидатуры. 17 января президентом республики избран президент сената Фаллиер, получивший 449 голосов против 379, данных кандидату правой, президенту палаты депутатов Думеру. За Фаллиера вотировали не только все левые республиканцы и радикалы (между прочим, Бриссон и Буржуа), но и социалисты, с Жоресом во главе.
7 марта 1906 г. Рувье вышел в отставку; место его занял кабинет радикала Саррьена. Из старого кабинета перешли в новый военный министр Этьен, морской министр Томсон и министр земледелия Рюо. Цвет кабинету придавали новый министр внутренних дел, радикал-социалист Клемансо, знаменитый крушитель правительств, впервые принявший министерский портфель, министр народного просвещения — независимый социалист Аристид Бриан (главный борец за отделение церкви от государства); министр иностранных дел — радикал Буржуа; министр торговли — радикал Думерг (не следует смешивать с Думером). Сам Саррьен, взявший себе портфель юстиции, стоял в политическом отношении как бы в центре кабинета. На правой стороне из числа новых членов кабинета стояли министр финансов Пуанкаре, министр колоний Лейг и министр общественных работ Барту. В состав кабинета вошли наиболее выдающиеся люди французского парламента: его не раз называли кабинетом шефов. Образование этого кабинета было таким же движением налево, как и выбор Фаллиера. Главным его делом было проведение закона о воскресном отдыхе, который на предприятиях, его не допускающих, может быть заменён отдыхом в другой день недели. Закон этот вызвал сильное недовольство буржуазии; тем не менее, он вступил в жизнь, хотя кое-где и нарушался. Когда русское правительство обратилось с просьбой о разрешении поместить во Франции новый заём, в кабинете произошло разногласие: Клемансо был решительным противником займа, но за него стояли Пуанкаре и Буржуа, и выпуск займа на французском денежном рынке был разрешён в апреле 1906 г. 6 мая 1906 г. произошли выборы в палату депутатов, переместившие центр парламентской жизни значительно влево. Из поданных 8 900 000 голосов на долю социалистов партийных выпало 970 000, социалистов независимых 160 000, социалистов-радикалов 3 100 000, радикалов 850 000, — итого левая получила 5 080 000 голосов; правая, считая и прогрессистов, не собрала их 3 600 000. Объединённые социалисты получили в палате 53 места, радикалы и радикалы-социалисты — 360. Все вожди левой вернулись в палату, в том числе и Жюль Гэд, забаллотированный в 1898 и 1902 гг.; только Поль Лафарг вновь потерпел неудачу (в борьбе с независимым социалистом Мильераном). Правая и националисты растеряли многих из своих вождей (напр Флуранса, Роша, Пиу). 19 июня открылась сессия парламента; президентом палаты депутатов был избран Бриссон. Положение правых членов кабинета делалось затруднительным. В октябре Саррьен ввиду невозможности примирить разногласия в кабинете подал в отставку. Новый кабинет был сформирован Клемансо 26 октября 1906 г. Из старого кабинета перешли в новый с теми же портфелями сам Клемансо, Томсон, Барту, Рюо и Бриан. Портфель юстиции получил Гюйо Дессен, портфель иностранных дел — Пишон, финансов — Кальо, торговли — Думерг, колоний — Миллиес Лакруа (не смешивать с Эд. Локруа, бывш. морским министром), военное министерство — генерал Пиккар, до тех пор не участвовавший в парламентской жизни, известный своей ролью в деле Дрейфуса. Вновь создано особое министерство труда и социальных мероприятий, во главе которого стал Вивиани. В кабинете таким образом было два независимых социалиста (Бриан и Вивиани), три радикала-социалиста (Клемансо, Пишон и Думерг), пять радикалов (Дессен, Кальо, Пиккар, Лакруа, Рюо) и два республиканца (Томсон и Барту). В прочитанной 5 ноября в палатах декларации министерства было сказано, что правительство будет охранять мир, не забывая, однако, что мир между цивилизованными народами покоится на военной силе. Во внутренней политике правительство будет укреплять демократию; это поведёт к тому, что отдельные случаи проявления государственной власти примут более умеренные формы. Будет внесён проект реформы военных судов: рассмотрение преступлений против общего права будет передано общим судам, а дисциплинарное производство — обставлено всеми необходимыми гарантиями. Правительство намерено провести в жизнь закон о страховании рабочих, усовершенствовать законы о профессиональных союзах, установить прогрессивный подоходный налог. В январе 1907 г. депутатом Фланденом внесён проект закона о свободе публичных собраний, которым отменяется обязательность предварительного заявления о собрании полицейским властям; этот проект встретил правительственную поддержку. Старания русского правительства заключить во Франции новый заём встретили противодействие Клемансо и Кальо; последний прямо заявил в палате депутатов, что о русском займе, не утверждённом Государственной Думой, не может быть во Франции и речи. Во время стачек кабинет сначала обнаруживал редкое во Франции беспристрастие, но в 1907 г. пошёл в этом отношении по дороге своих предшественников. Проявившееся среди чиновников стремление к образованию синдикатов показалось кабинету опасным для правильного хода государственной машины; находя, что стачки чиновников не могут быть приравниваемы к стачкам рабочих, он стал преследовать синдикаты должностных лиц, в особенности — учителей. Вследствие этого произошло сильное охлаждение между кабинетом и социалистами, которые в конце апреля 1907 г. перешли в прямую оппозицию кабинету; среди радикалов-социалистов и радикалов также обнаружилось сильное недовольство.

## Франция вПервой мировой войне
Запрос Франция в Первой мировой войне перенаправляется сюда. На эту тему нужна отдельная статья.

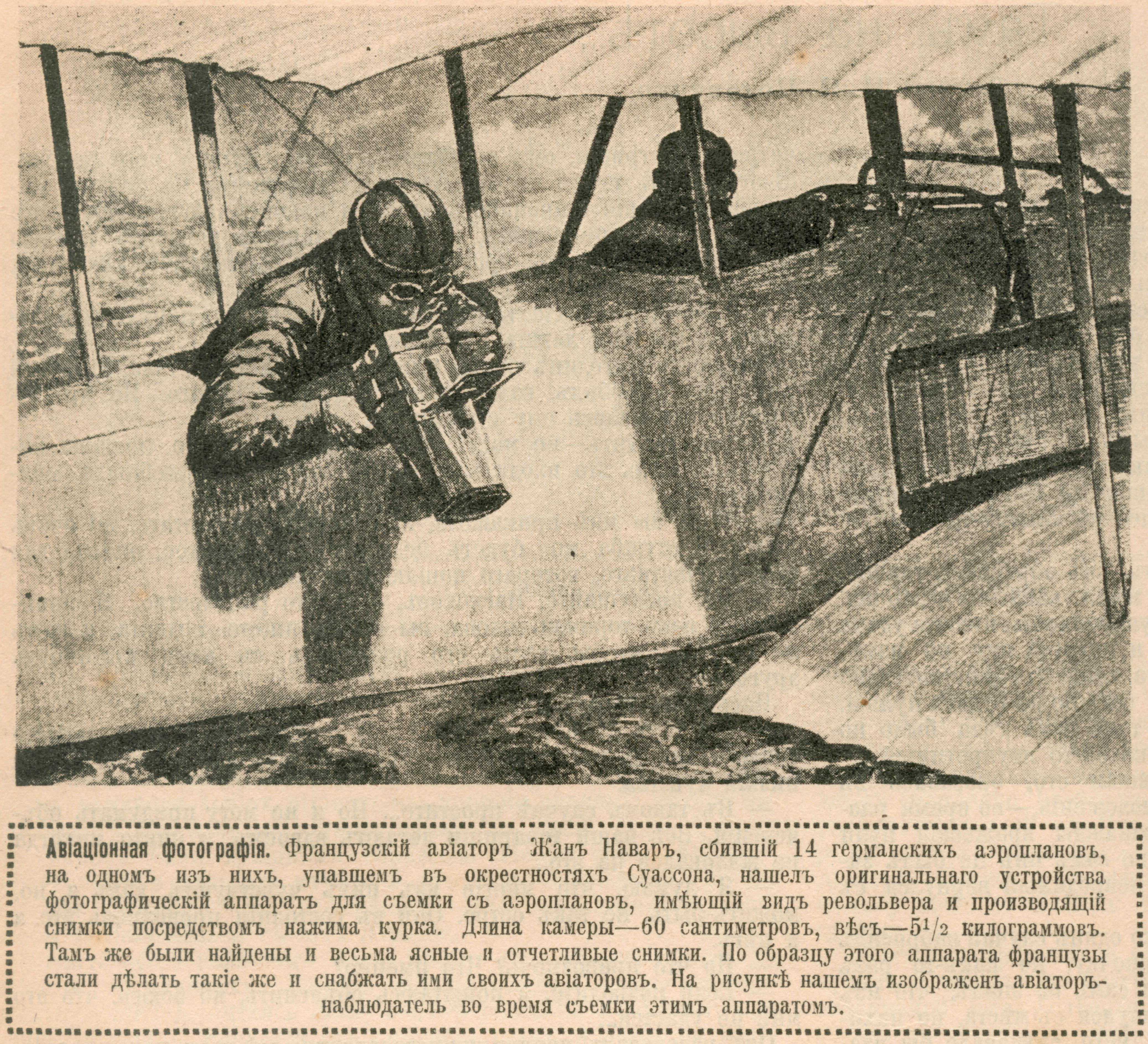
Французская аэрофотосъемка германских позиций, 1916

Франция была почти целиком занята своими внутренними проблемами и обращала крайне мало внимания на угрозу войны. Правда, марокканские кризисы в 1905 и 1911 все же вызвали тревогу, а в 1913 представители Министерства иностранных дел и Генерального штаба, уверенные, что Германия готовится к войне, с трудом убедили палату депутатов принять закон о трёхгодичной военной службе. Против этого закона выступил весь блок левых, особенно социалисты, которые под руководством знаменитого Жана Жореса были готовы призвать к всеобщей забастовке, чтобы воспрепятствовать мобилизации. Они были уверены, что так же поступят и германские социалисты (хотя сообщения из Германии этого не подтверждали).
Тем временем новый президент Французской республики Раймон Пуанкаре делал все возможное, чтобы укрепить положение Франции, и особенно настаивал на союзе с Россией. Когда летом 1914 международная обстановка осложнилась, он нанёс официальный визит царю Николаю II. Несмотря на это, для большинства населения разразившаяся война оказалась полной неожиданностью.
Франция была спасена от полного разгрома во время массированного германского наступления благодаря мужеству французских войск во время отступления к Марне и наступлению российской армии в Восточную Пруссию. После этого обе стороны перешли к позиционным формам войны. Такая окопная война продолжалась четыре года. В 1917 после вступления в войну США германская армия предприняла последнюю отчаянную попытку добиться победы путём последнего крупного наступления во Франции. Она добилась успехов, однако прибытие в Европу американских войск, боеприпасов и продовольствия остановило германское наступление и ослабило боевой дух германской армии. Знаменитый маршал Фердинанд Фош при поддержке правительства Клемансо возглавил войска Антанты в блестящей кампании, увенчавшейся изгнанием немцев с территории Франции. В Германии, близкой к истощению своих ресурсов, началась революция и она запросила перемирия, которое было заключено 11 ноября 1918.
Франция много сделала для координации военных усилий Антанты.

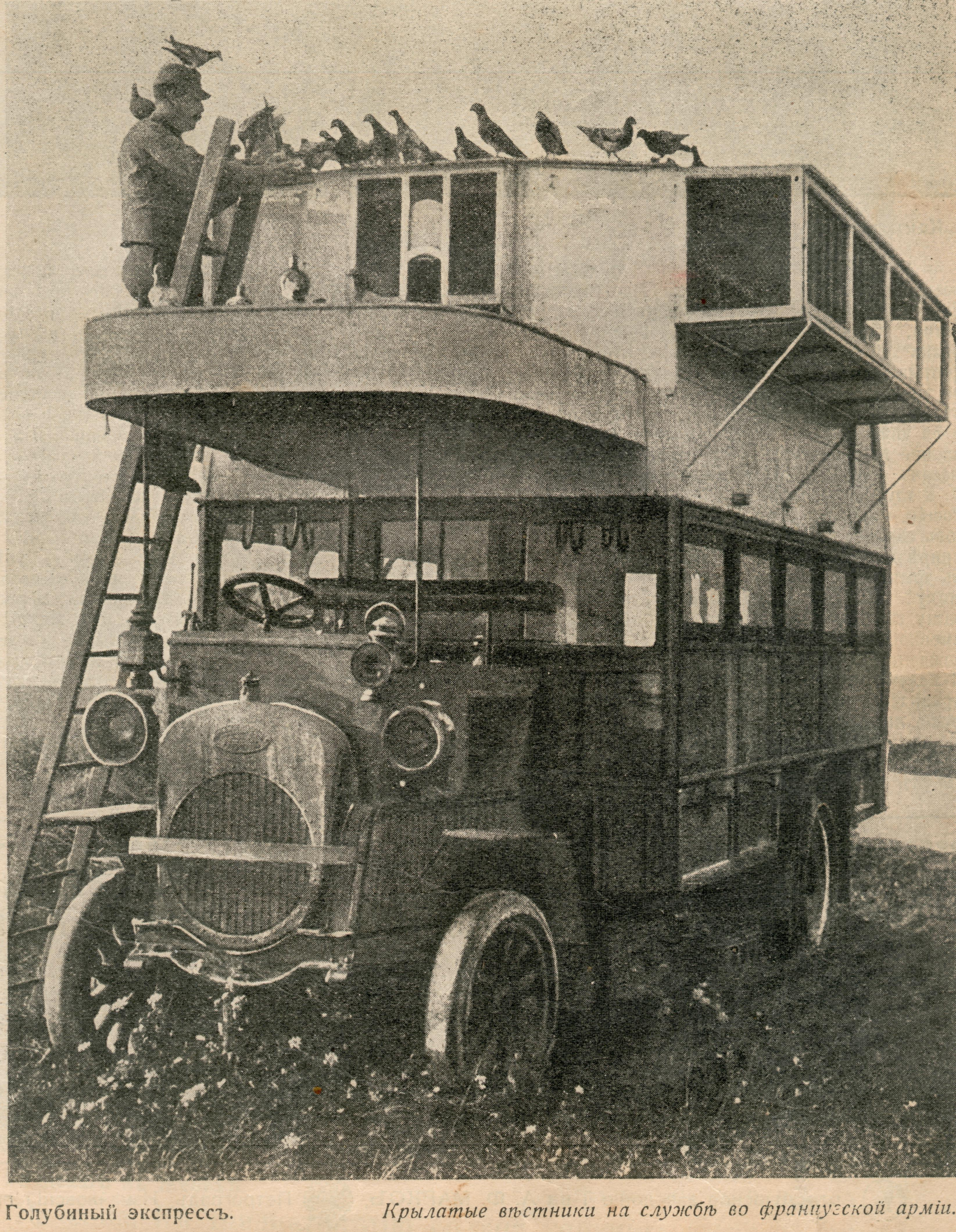
Голубиный связной автомобиль французской армии ПМВ
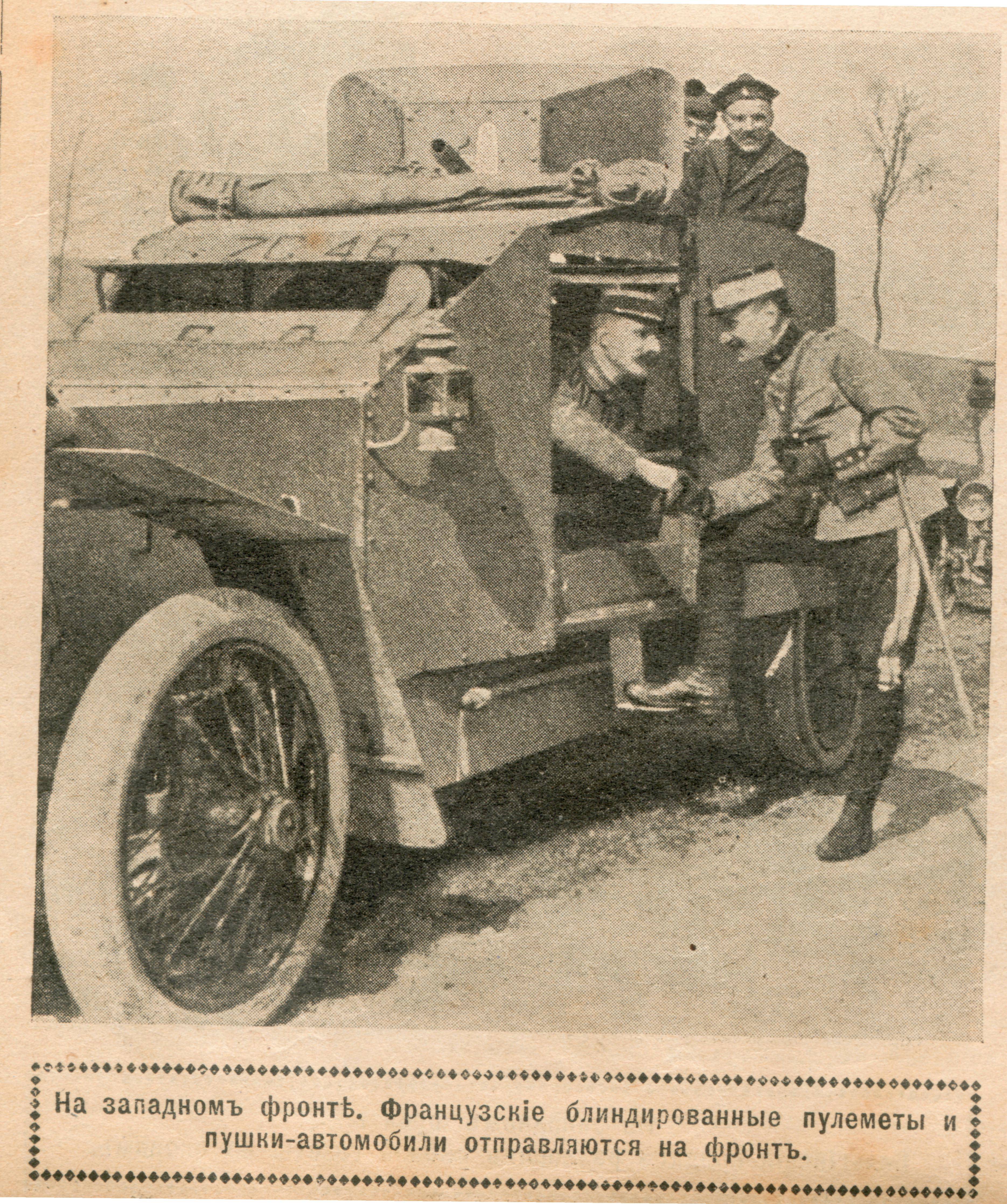
Бронеавтомобиль "Пежо" 18CV французской армии ПМВ
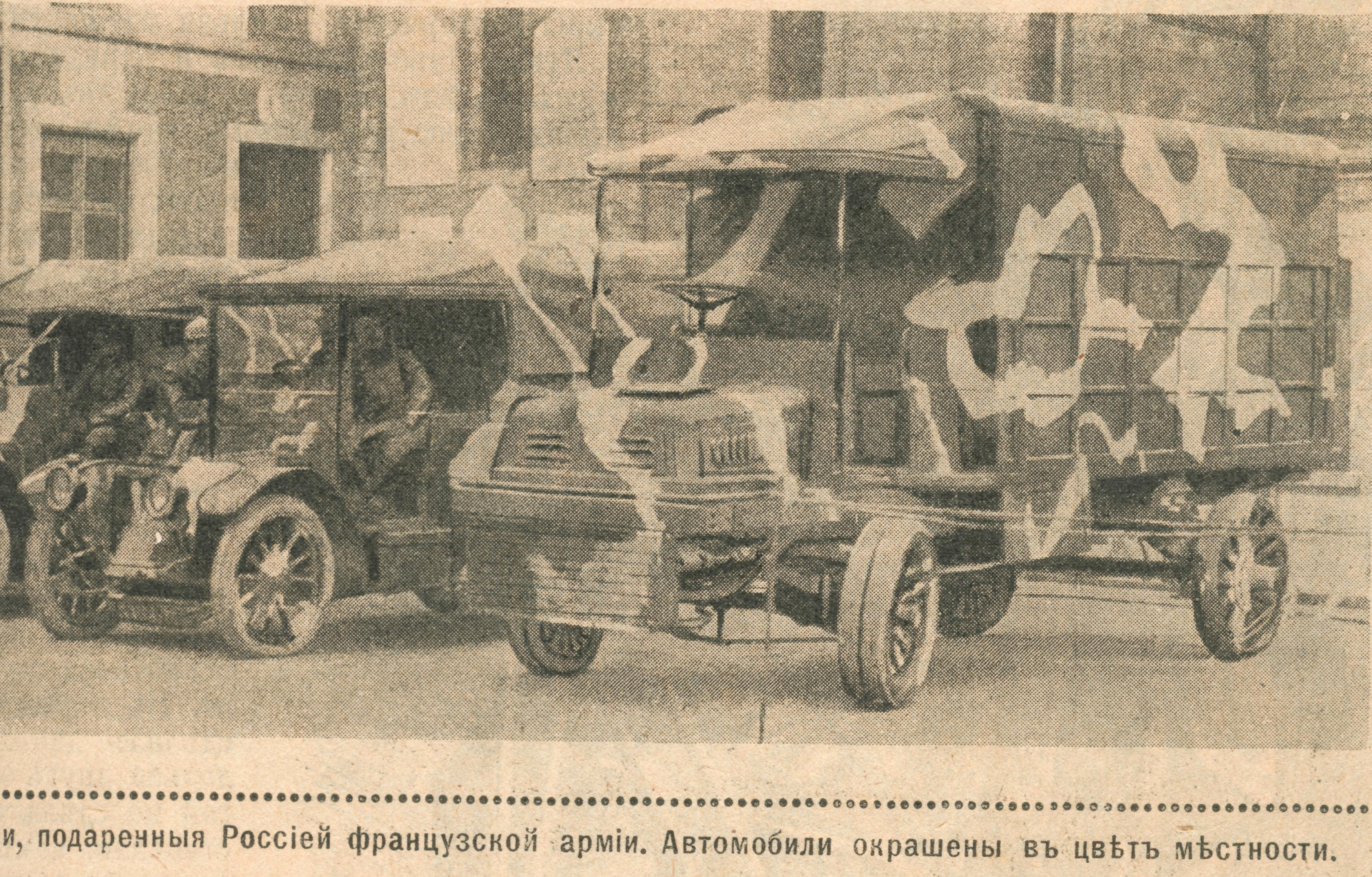
Баня-автомобиль французской армии ПМВ
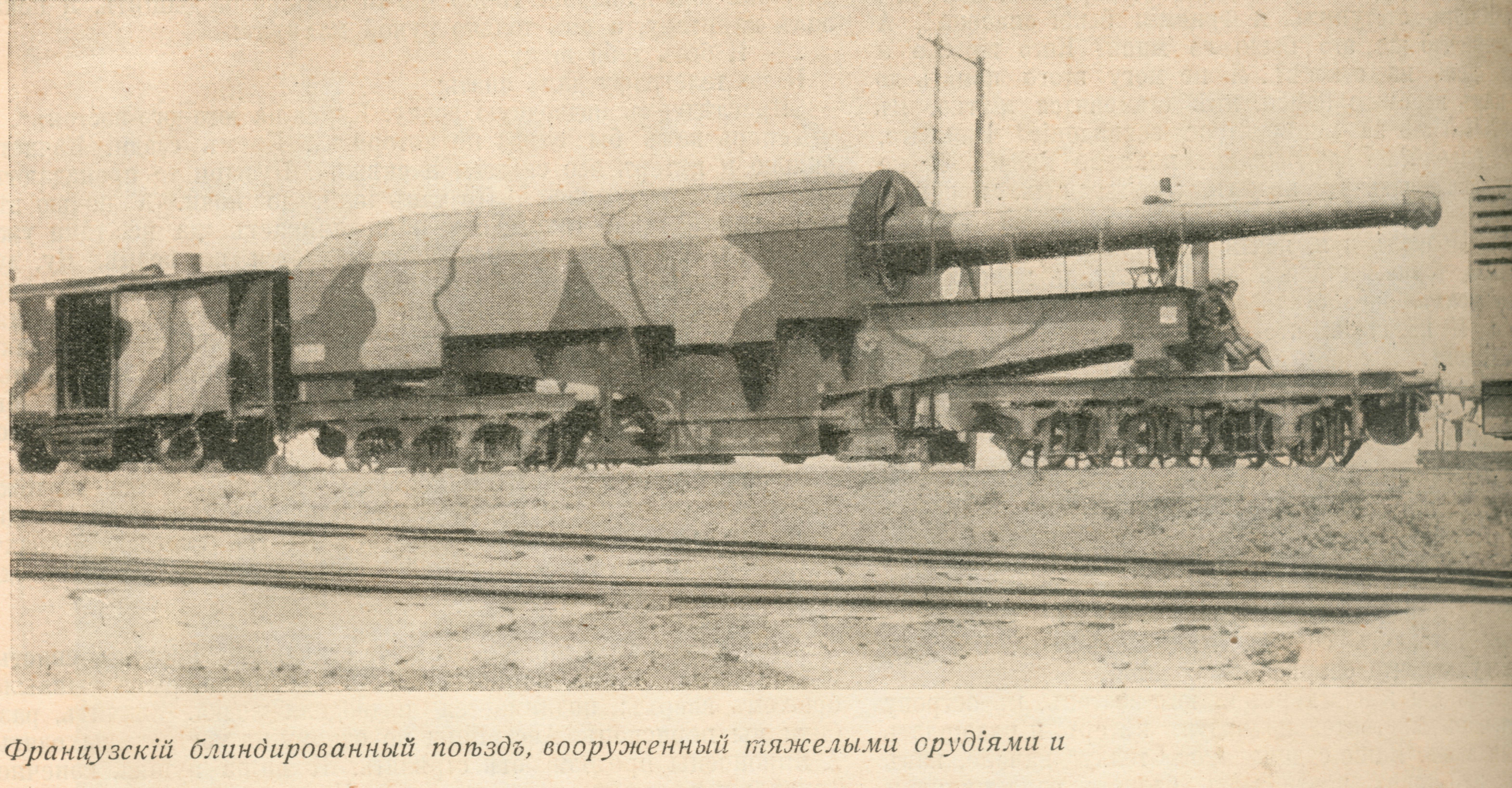
Французский блиндированный поезд ПМВ
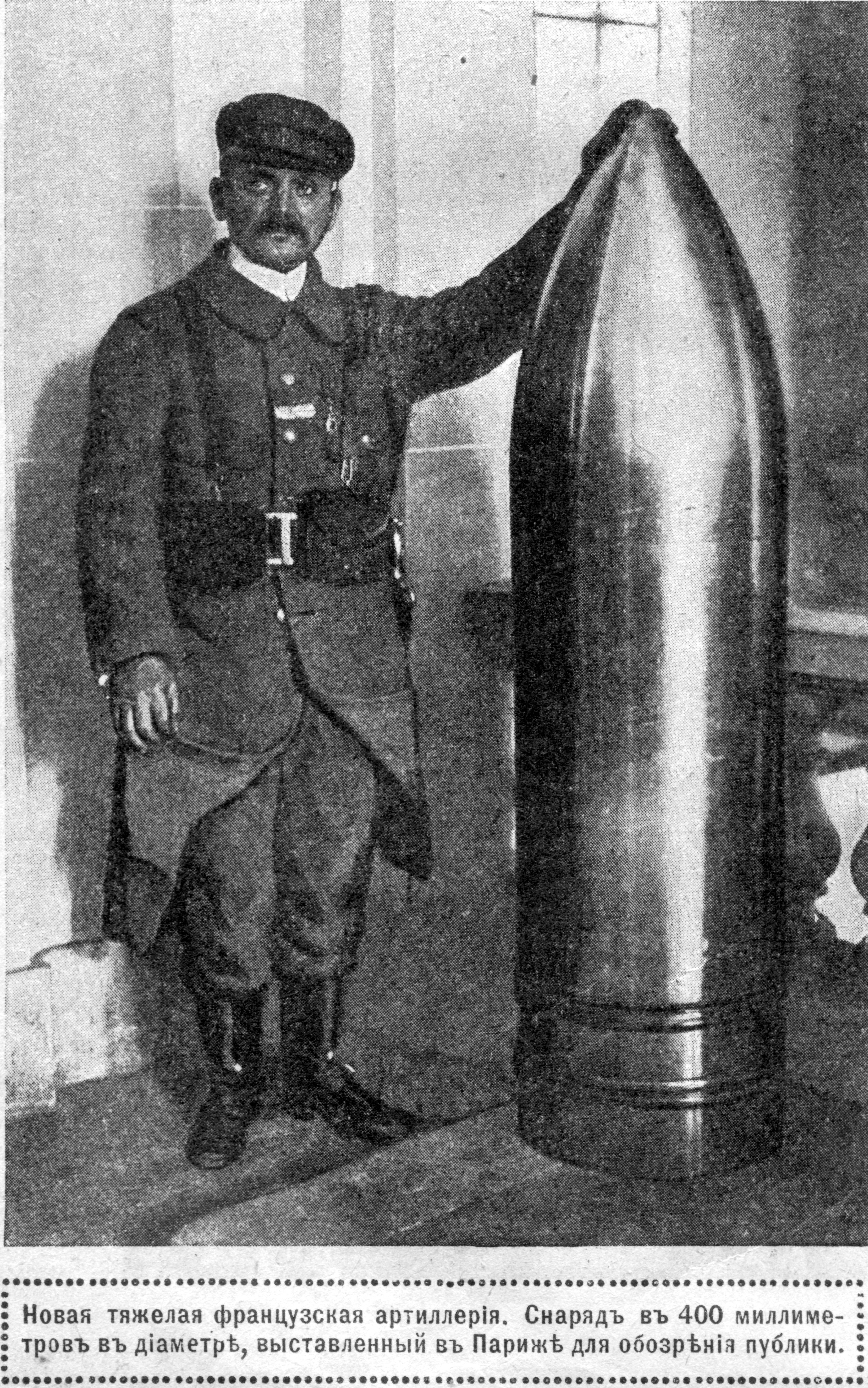
Снаряд французского тяжёлого орудия ПМВ калибра 400 мм

### Тыл в период Первой мировой войны
Были введены хлебные карточки. Сохранялся выход газет. Отменена политическая цензура. В результате в газетах началась полемика, и столкновение разных политических партий.

Движение по морю было блокировано из-за немецких подводных мин. Была лимитрована выдача продовольствия. На улицы страны с пикетами вышли демонстранты против холода в квартирах. Была проведена реквизиция.
За период войны сменилось 6 Кабинетов министров.

По стране создавались государственные госпитали, центры помощи беженцам.
В условиях разрушения основной промышленности в результате нарущения хозяйственных связей по стране, в городах налаживалось мелкое ремесленное производство, подсобное сельское хозяйство.
В оккупированных городах наблюдалась нехватка питания. Население отправляли на принудительные работы. Продукция и оборудование, находившиеся на заводах и фабриках в момент захвата, были конфискованы и отправлены в Германию. Постоянно происходили реквизиции скота, продуктов питания, металлов у населения. Исчезли из обращения металлические деньги.
Цены на хлеб смогли удержать к 1 января 1917 года на уровне начала войны. В январе 1917 года возникла нехватка угля. В результате появилась угроза не только для жилых зданий, но и заводов, которые снабжались электроэнергией, вырабатываемой на угле. Большая часть военных заводов снабжалась электроэнергией электростанций Парижа и предместий.
Военные заводы объявили о скором прекращении деятельности.
В условиях нехватки угля от холода замерзали паровозные котлы, вода в радиаторах грузовых машин. По причине выхода из строя паровозов уголь из Па-де-Кале, продовольствие не могли быть доставлены по стране.

## Франция в период между двумя войнами (1918—1939)
Внутренняя политика Франции в 1920-е годы во многом определялась нерешёнными проблемами, возникшими после окончания войны. Два главных направления были связаны с финансовой и внешней политикой страны, которой руководили Раймон Пуанкаре и Аристид Бриан. Высокие военные расходы покрывались Францией за счёт займов, что неизбежно вело к инфляции. Пуанкаре рассчитывал на германские репарации, чтобы удержать франк хотя бы на уровне 1/10 довоенной стоимости, покрыть расходы на восстановление разрушенных районов и выплатить Великобритании и США проценты по займам. Однако немцы не желали выполнять своих обязательств. Многие вообще сомневались в возможности выплаты Германией крупных репараций. Пуанкаре, не разделявший этих сомнений, в 1923 ввёл войска в Рурскую область. Немцы оказали сопротивление и капитулировали только после введения чрезвычайных мер. Английские и американские эксперты выдвинули план Дауэса для финансирования репарационных выплат, главным образом через американские займы Германии.
В первой половине 1920-х годов Пуанкаре пользовался поддержкой националистически настроенного парламента, избранного в 1920. Но на следующих выборах 1924, несмотря на раскол левых сил на враждующие коммунистическую и социалистическую партии (1920), коалиция радикал-социалистов и социалистов (Картель левых) смогла получить большинство мест. Впервые социалистическая СФИО включилась в парламентское большинство, впервые возникла парламентская фракция ФКП. В ответ активизировались крайне правые силы. Отражением жёсткого противостояния стали акты политического насилия, подобные кровопролитию на улице Дамремон.
Новая палата отвергла линию Пуанкаре вместе с его твёрдой денежной политикой во Франции и, чтобы улучшить отношения с Германией, привела к власти сначала Эдуара Эррио, а затем Бриана. Планы Бриана обеспечить мир в Европе встретили, по-видимому, благоприятный отклик у Густава Штреземана, рейхсканцлера и министра иностранных дел Германии. Штреземан был инициатором заключения гарантийного пакта о неприкосновенности государственных границ в районе Рейна и о сохранении демилитаризации Рейнской области, что получило отражение в Локарнских договорах 1925 года.
С середины 1920-х годов и до своей смерти в 1932 Бриан руководил внешней политикой Франции. Он предпринимал искусные и неутомимые попытки наладить отношения с Германией как основу для сохранения мира под эгидой Лиги Наций, хотя и знал, что Германия занимается перевооружением. Бриан был уверен в том, что Франция никогда не сможет самостоятельно противостоять Германии без поддержки своих прежних союзников или Лиги Наций.
В начале 1930-х годов Францию охватил глубокий экономический кризис. В стране развернулось массовое рабочее движение, и одновременно возросла угроза со стороны нацистской Германии. Как программа равного социального обеспечения, на которой настаивал рабочий класс, так и политика действенного перевооружения для устранения угрозы со стороны ремилитаризованной Германии упирались в необходимость эффективного оздоровления экономики Франции. Более того, в 1930-х годах, когда во всем мире происходил спад производства, Франция вряд ли смогла бы добиться подлинного международного сотрудничества, которое одно могло бы спасти экономику страны от краха.
Мировой кризис и его тяжелейшее последствие — безработица — проявились во Франции в середине 1934. Ранее ультраправые лиги предприняли путч 6 февраля 1934 года под антикоррупционными лозунгами. На выборах 1936 Народный фронт одержал решительную победу частично потому, что казался единственной защитой перед лицом тоталитарных правых сил, но главным образом из-за обещания улучшить экономическое положение и провести социальные реформы (по аналогии с Новым курсом в США). Лидер социалистов Леон Блюм сформировал новое правительство. Была объявлена и начала реализовываться программа масштабных социальных реформ. Распущены ультраправые лиги — Аксьон франсез, Огненные кресты, Патриотическая молодёжь, Французская солидарность. Противники правительства, со своей стороны, консолидировались в консервативной Французской социальной партии и фашистской Французской народной партии.
Приход Гитлера к власти первоначально мало повлиял на события во Франции. Однако его призыв к перевооружению (1935) и захват Рейнской области (1936) представляли собой прямую военную угрозу. Это коренным образом изменило отношение французов к внешней политике. Левые не могли больше поддерживать политику сближения обоих государств, а правые не верили в возможность военного сопротивления. Одним из немногих конкретных внешнеполитических мероприятий этого периода был пакт о взаимопомощи с СССР, заключённый Пьером Лавалем в 1935. К сожалению, такая попытка возродить давний франко-русский союз для обуздания Германии не увенчалась успехом.
После аннексии Австрии (1938) Гитлер потребовал, чтобы Чехословакия передала Германии Судетскую область. На Мюнхенской конференции Франция согласилась на раздел Чехословакии. Французы могли занять на конференции решающую позицию, поскольку она имела соглашения о ненападении и с Чехословакией, и с СССР. Однако представитель Франции Эдуард Даладье занял позицию, аналогичную позиции английского премьер-министра Невиля Чемберлена.

## Франция в годы Второй мировой войны
После нападения нацистской Германии на Польшу Франция вместе с Великобританией 3 сентября 1939 года объявила войну Германии.
Однако в период с сентября 1939 до германской оккупации Норвегии в апреле 1940 года французские войска фактически бездействовали, поэтому противостояние с Германией приобрело характер т. н. «странной войны». В моральном и военном отношениях Франция была совершенно не подготовлена к отражению германского нападения в мае 1940 года. В течение шести роковых недель Нидерланды, Бельгия и Франция были разгромлены, а британские войска изгнаны из материковой Европы. Несмотря на военную мощь Франции, поражение этой страны было настолько внезапным и полным, что не поддавалось никакому рациональному объяснению.
Соглашение о перемирии, заключённое 22 июня 1940 года, положило конец боям во Франции. 11 июля депутаты парламента собрались в Виши и передали власть маршалу Филиппу Петену. Правительство Виши удерживало контроль над 2/5 территории страны (центральными и южными районами), тогда как германские войска оккупировали весь север и атлантическое побережье.
Немцы проводили жестокую политику на оккупированной территории. Движение Сопротивления, вначале слабое, значительно усилилось, когда немцы стали вывозить французов на принудительные работы в Германию.
18 июня 1940 года генерал Шарль де Голль в Лондоне провозгласил создание организации «Свободная Франция» (с 1942 года — «Сражающаяся Франция»).
Боевое крещение Свободные французские силы приняли в сентябре 1940 года в Сенегальской операции, которая завершилась тяжёлым поражением войск союзников. Дальнейшие бои они вели в Габоне и в Эритрее, а затем во время Сирийско-Ливанской операции против французских коллаборационистов, которая продолжалась с июня по июль 1941 года.
Первой боевой операций сил Свободных французских сил в Северной Африке стала битва при Куфре в Феццане, продолжавшаяся с 31 января по 1 марта 1941 года. Но наиболее важным сражением Свободных французских сил стала битва при Бир Хакейме, которая продолжалась в Ливии с 26 мая по 11 июня 1942 года.
8 ноября 1942 года американцы и британцы высадились в Марокко и Алжире. Войска режима Виши к этому моменту были деморализованы и не оказали организованного сопротивления. Американцы и британцы одержали быструю победу с минимальными потерями в течение нескольких дней. Французские силы в Северной Африке перешли на их сторону. К январю 1943 года Свободные французские силы завоевали весь Феццан.
В период освобождения Северной Африки решался вопрос о формировании новой администрации освобожденных из-под контроля вишистов Марокко, Алжира и Туниса, на территории которых находились и крупные контингенты регулярной французской армии. Но закрепиться в Алжире «Сражающаяся Франция» не смогла. Ее представитель был выслан оттуда назначенным американцами верховным комиссаром Северной Африки адмиралом Франсуа Дарланом, ранее сотрудничавшим с вишистским режимом. Союзники прочили на место руководителя администрации колоний генерала Анри Жиро, совершившего побег из немецкого плена и участвовавшего в операции американских войск в Алжире. Жиро сохранял неплохие отношения с Петеном и рассматривался в качестве фигуры, способной обеспечить примирение коллаборационистов и патриотов из движения Сопротивления. Это могло обеспечить союзникам беспрепятственную высадку на территории самой Франции.
24 декабря 1942 года Франсуа Дарлан был убит французским монархистом Фернан Бонье де Ла Шапелем. Противоборство де Голля и Жиро завершилось компромиссом 3 июня 1943 года, когда в Алжире был учрежден Французский комитет национального освобождения (ФКНО) под совместным председательством обоих генералов. Жиро стал главнокомандующим французских сил в Северной Африке, де Голль — на остальных территориях французской империи.
В сентябре 1943 года подразделения Свободных французских сил принимали участие в десантной операции союзников на острове Корсика.
В декабре 1943 года в составе союзных сил Французский экспедиционный корпус под командованием генерала Жуэна высадился в Италии.
6 июня 1944 года американские, британские и канадские войска высадились в Нормандии. С 31 июля 1944 г. в Нормандии начала высаживаться 2-я французская бронетанковая дивизия под командованием генерала Леклерка.
25 августа 1944 года американские войска и французская дивизия Леклерка вошли в Париж и освободили его от немецких войск вместе с отрядами французского Сопротивления.
Самая крупная французская группировка — «Армия Б» (переименованная 25 сентября 1944 г. в 1-ю французскую армию) — была подготовлена для высадки в Южной Франции, которая была осуществлена 15 августа 1944 года совместно с 7-й американской армией.
В дальнейшем 1-я французская армия сражалась на юго-западе Германии, конец войны она встретила в Тироле.
3 июня 1944 года в Алжире было создано Временное правительство во главе с Ш. де Голлем, которое после освобождения Парижа перебралось в него. Началось восстановление страны, проходившее под руководством генерала де Голля и руководителей Сопротивления, особенно Жоржа Бидо и Ги Молле, которые представляли соответственно либерально-католическую и социалистическую организации.
Лидеры Сопротивления призвали к созданию нового общества, основанного на братстве и общем экономическом равноправии при гарантии подлинной свободы личности. Временное правительство приступило к выполнению программы социального развития, основанной на значительном расширении государственной собственности. Реализация всех этих принципов сильно осложняла неустойчивую финансовую систему страны. Для её поддержки было необходимо осуществить восстановление, систематическое развитие и расширение промышленной базы экономики. Соответствующие планы были разработаны группой экспертов под руководством Жана Монне.

## Четвёртая республика (1946—1958)
В 1946 Учредительное собрание приняло проект новой конституции, устранявший ряд недостатков Третьей республики. Генерал де Голль высказывался за установление авторитарного президентского режима. Коммунисты (которые благодаря активному участию в Сопротивлении играли теперь важную роль в правительстве) внесли предложение о едином Законодательном собрании. Однако большинство избирателей сочло, что этот план таит в себе угрозу коммунистического заговора, и не приняли его на всеобщем референдуме. На втором референдуме была принята компромиссная конституция, согласно которой слабый президент и совещательная консультативная верхняя палата дополнялись влиятельным Национальным собранием, осуществлявшим контроль за деятельностью правительства. Сходство между Четвёртой и Третьей республиками было очевидным.
В 1947 США провозгласили развёрнутую программу экономической помощи (план Маршалла) с тем, чтобы предотвратить распад экономической и политической структуры Европы и ускорить реконструкцию её промышленности. США предоставляли помощь при условии, что создаваемая Организация европейского экономического сотрудничества положит начало интеграции государств Европы.
Тем временем начинается Холодная война, и в 1949 году Соединёнными Штатами для укрепления своих позиций в Западной Европе была создана Организация Североатлантического договора (НАТО). Франция приняла участие в общих мероприятиях по договору, хотя это тяжёлым камнем легло на бюджет страны и истощило её военные ресурсы. Таким образом, возник неразрешимый конфликт между выполнением договорных обязательств перед НАТО и финансовыми возможностями Франции.
После Второй мировой войны в странах Юго-Восточной Азии, включая французский протекторат Индокитай, активизировалось национально-освободительное движение. Хотя временное правительство де Голля обещало предоставить политические права всем подданным, что было подтверждено конституцией 1946, Франция поддерживала реакционный режим в Индокитае, выступавший против сил Вьетнама, которые ранее боролись за освобождение страны от японских оккупантов, а затем получили поддержку Китая. После заключения перемирия в Корее стало ясно, что Франции придётся эвакуировать свои войска из Вьетнама.
В этот период в самой Франции усилились попытки коммунистов дискредитировать американскую помощь или отказаться от неё, а партия де Голля Объединение французского народа (РПФ), желая уберечь страну от коммунизма, стремилась к власти и изменению государственного строя. На всеобщих выборах 1951 партийно-политическая борьба достигла своей кульминации. Коммунисты и голлисты набрали значительное число голосов. Однако благодаря изменению избирательного закона (отказа от пропорциональной системы выборов и введения голосования по мажоритарной системе) республиканские партии, объединившиеся перед выборами в блок под названием «Третья сила», смогли завоевать почти две трети мест в Национальном собрании. Это позволило им сформировать коалиционное правительство.
Вскоре после полного поражения французской армии в Индокитае, в широкомасштабном сражении при Дьенбьенфу, новым премьер-министром был назначен Пьер Мендес-Франс. В прошлом финансовый эксперт, придерживающийся твёрдых антиколониалистских взглядов, он провёл мирные переговоры и в июле 1954 подписал Женевские соглашения о прекращении войны в Индокитае. Хотя у Мендес-Франса была собственная программа, он сразу же вовлёкся в борьбу за утверждение договора об организации Европейского оборонительного сообщества (ЕОС) и за включение в его состав ФРГ. Во Франции противники возрождения германской армии были настолько влиятельны, что этот договор, инспирированный США, так и не был ратифицирован. Неудача Мендес-Франса, поддержавшего проект ЕОС, вызвала неприязнь к нему со стороны Народно-республиканского движения во главе с Жоржем Бидо. В результате правительство вынуждено было уйти в отставку.
В середине 1950-х годов начались волнения в Северной Африке — Тунисе, Марокко и Алжире (два первых считались французскими протекторатами, а последний — заморским департаментом Франции). В 1956 независимость получил Тунис, а в 1957 — Марокко. Армия, только что вернувшаяся из Индокитая, была переброшена в Алжир для отражения террористических нападений повстанцев Фронта национального освобождения (ФНО). Хотя во время предвыборной кампании Молле обещал вести мирные переговоры с повстанцами, весной 1956 он объявил в стране всеобщую мобилизацию, чтобы силой усмирить Алжир. Поскольку Египет поддерживал ФНО, Франция в отместку направила свои войска, чтобы помочь Англии в её кампании в зоне Суэцкого канала осенью 1956. Ввязавшись в этот конфликт, французское правительство утратило доверие народа и политический престиж, а также значительно истощило казну. Французская армия в Алжире при подстрекательстве и поддержке европейцев, составлявших 10 % всего общего населения этой страны, фактически перестала подчиняться правительству.
Хотя крупные города Алжира удалось утихомирить, в самой Франции поднималась волна недовольства. Тот факт, что армия явно превышала свои полномочия, не освобождало правительство от моральной ответственности. Однако в случае наведения порядка в армии страна лишилась бы эффективной силы и утратила надежду на победу. Подстрекаемые лидерами голлистов, армия и французские колонисты оказывали открытое неповиновение правительству. Бурные митинги и демонстрации, развернувшиеся в Алжире, перекинулись на Корсику, метрополия оказалась под угрозой гражданской войны или военного переворота. Раздираемая противоречиями Четвёртая республика 2 июня 1958 передала чрезвычайные полномочия Шарлю де Голлю — единственному человеку, который мог бы спасти Францию.

## Пятая Республика
В 1958 году была принята конституция Пятой Республики, расширившая права исполнительной власти. Президентом стал генерал Шарль де Голль. К 1960 в обстановке распада колониальной системы завоевала независимость большая часть французских колоний в Африке.
В 1961 году между Тунисом и Францией произошёл вооружённый конфликт из-за требований Бургибы о немедленном выводе французских войск с базы в Бизерте. В результате начались франко-тунисские переговоры об эвакуации французов из Бизерты и постепенном выводе французских войск с территории базы. Окончательно французский военный флот оставил Бизерту 15 октября 1963 года.
В 1962 году, после жесточайшей войны, обрёл независимость Алжир. Профранцузские алжирцы переселились во Францию, где составили стремительно растущее мусульманское меньшинство.
Семилетний президентский срок де Голля истекал в конце 1965 года. Согласно Конституции V Республики, должны были состояться новые выборы на расширенной коллегии выборщиков. Но президент, собиравшийся баллотироваться на второй срок, настаивал на всенародном избрании главы государства, и соответствующие поправки были приняты на референдуме 28 октября 1962 года, ради которого де Голлю пришлось воспользоваться своими полномочиями и распустить Национальную ассамблею. Выборы 1965 года стали вторыми прямыми выборами французского президента: первые произошли более века назад, в 1848 году, и на них победил Луи Наполеон Бонапарт, будущий Наполеон III. Победы в первом туре (5 декабря 1965 года), на которую так рассчитывал генерал, не было. Второе место занял, получив 31 %, представлявший широкий блок оппозиции социалист Франсуа Миттеран, который выступал с последовательной критикой Пятой Республики как «постоянного государственного переворота». Хотя во втором туре 19 декабря 1965 года де Голль и взял верх над Миттераном (54 % против 45 %), эти выборы были первым тревожным сигналом.

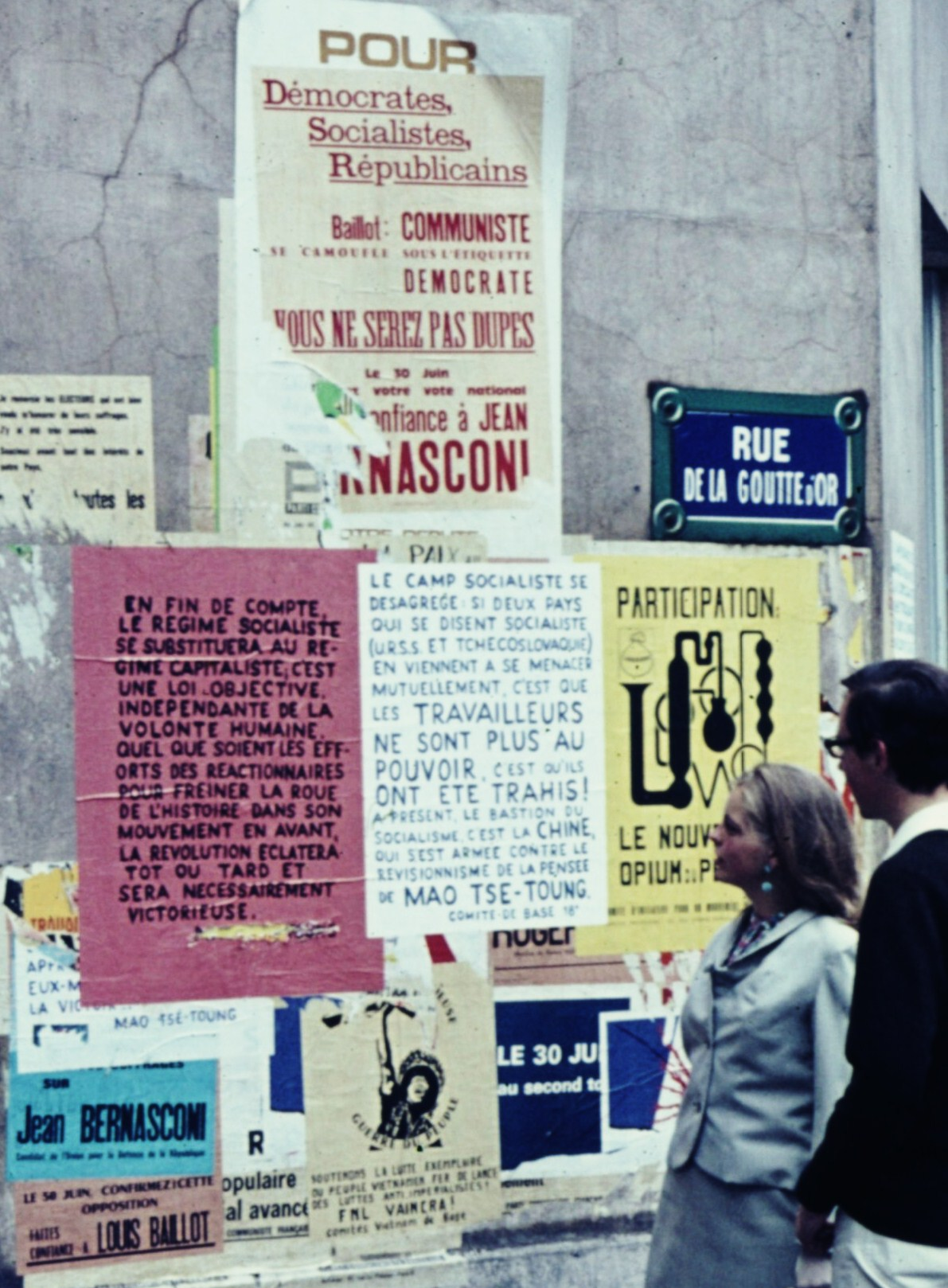
Политические плакаты на стене в Париже,июль 1968 года

Массовые волнения молодёжи и студентов (Майские события во Франции 1968), вызванные обострением экономических и социальных противоречий, а также всеобщая забастовка привели к острому государственному кризису. Шарль де Голль, несмотря на мощную общественную поддержку, был вынужден уйти в отставку (1969).

 Я знал Миттерана. Глубоко уважаю этого человека, помню совет, который он дал мне, подписывая французские гарантии Украине, которая отказывалась тогда от ядерного оружия: не верить никаким обещаниям извне, полагаться лишь на себя. В этом, считаю, и есть рецепт французской стратегической самостоятельности, которую страна хранит со времен де Голля. Оригинальный текст (укр.)Я знав Міттерана. Глибоко поважаю цю людину, пам’ятаю пораду, яку він дав мені, підписуючи французькі гарантії Україні, що відмовлялася тоді від ядерної зброї: не вірити жодним обіцянкам ззовні, покладатися лише на себе. В цьому, вважаю, і є рецепт французької стратегічної самостійності, яку країна зберігає з часів де Голля. — Леонид Кучма, 
Вторым президентом Пятой республики был в 1969 избран голлист Жорж Помпиду, в 1962—1968 занимавший пост премьер-министра.
В 1974 его сменил Валери Жискар д’Эстен.
С 1981 по 1995 президентский пост занимал социалист Франсуа Миттеран.
С 17 мая 1995 президентом Республики стал Жак Ширак. Заняв пост президента, Ширак сосредоточил главные усилия своего правительства на борьбе с инфляцией и бюджетным дефицитом путём сокращения государственных расходов и социальных пособий. В ноябре 1995 г. назначенный Шираком премьер-министр, один из руководителей ОПР Алэн Жюппе, обнародовал план ликвидации дефицита бюджета и касс социального страхования. Он предлагал увеличить налоги, уменьшить пособия на лечение, заморозить зарплату рабочих и служащих государственного сектора и отменить пенсионные льготы, которыми они пользовались. Убыточные государственные предприятия (в первую очередь, железные дороги) Жюппе предложил закрыть или продать в частную собственность.
План Жюппе встретил энергичное противодействие. Все профсоюзы, объединявшие рабочих и служащих государственного сектора, объявили забастовку, которая постепенно охватила подавляющее большинство работников государственных служб: железнодорожников, электриков, почтовых служащих, персонал метро. К ним присоединились студенты, требовавшие увеличения кредитов на образование и гарантий трудоустройства после окончания учёбы. Во многих городах состоялись массовые демонстрации в поддержку бастующих. В общей сложности в забастовках и демонстрациях, продолжавшихся почти месяц, участвовало около 2 млн человек. Правительству пришлось отменить план Жюппе; его популярность стала быстро падать.
Выборы 1997 года. Опасаясь, что падение популярности правительства может завершиться поражением правых на предстоявших в 1998 г. парламентских выборах, Ширак решил провести досрочные выборы, пока правые ещё не потеряли доверия большинства избирателей. В апреле 1997 г. Ширак распустил Национальное собрание и назначил внеочередные парламентские выборы. Они состоялись в июне 1997 г. и, вопреки расчётам Ширака, принесли победу социалистам, выступавшим в союзе с коммунистами.
Левые партии, обещавшие покончить с безработицей, создать 700 тыс. новых рабочих мест и сократить рабочий день до 35 часов в неделю, собрали 42 % голосов избирателей, а ОПР и СФД — 36,2 %. За социалистов проголосовало более 25 % избирателей, за коммунистов — немногим менее 10 %. Выступавший особняком Национальный фронт собрал более 15 % голосов — самый лучший результат в его истории, — но поскольку ни одна партия не хотела блокироваться с ним во втором туре, в парламент прошёл лишь один депутат Национального фронта. Вместе с другими левыми группами социалисты и коммунисты получили прочное большинство в парламенте.
В сложившейся обстановке Ширак, — по примеру Миттерана, — использовал тактику «сосуществования» и назначил премьер-министром лидера Социалистической партии Жоспена, Правый президент начал сосуществовать с левым правительством и левым большинством в парламенте.
Жоспен сформировал левое правительство, состоявшее из социалистов, левых радикалов и других левых групп. После 13-летнего перерыва в него снова вошли коммунисты, получившие три второстепенных министерских портфеля из 27: министра промышленного оборудования, транспорта и жилищного строительства; министра молодёжи и спорта; заместителя министра по туризму. Основные посты в правительстве заняли социалисты.
Выступая с правительственной декларацией, Жоспен обещал на деле гарантировать женщинам равные права с мужчинами, смягчить законодательство против иммигрантов, увеличить минимум заработной платы, осуществить переход к 35-часовой рабочей неделе. Вскоре был увеличен минимум заработной платы и пособия для школьников; начался переход к 35-часовой рабочей неделе.
Экономическое развитие Франции ускорилось до 3-4 % в год, инфляция уменьшилась до 1 % в год. В 1997 г. объём промышленного производства на 55 % превысил уровень 1974 г. и более чем в пять раз превзошёл довоенный уровень, однако массовая безработица сохранилась.
Франция продолжала оставаться деятельным членом Европейского союза и Североатлантического пакта. С 1 января 1999 г. во Франции, как и в других странах Европейского союза, вошла в обращение европейская валюта («евро») — сначала только в безналичных расчётах. Летом 1999 г. Франция приняла участие в военной операции НАТО против Сербии в Косово, хотя она проводилась без санкции ООН.
24 сентября 2000 г. по инициативе президента Ширака во Франции был проведён референдум о сокращении срока полномочий президента с семи до пяти лет. Референдум не вызвал большого интереса избирателей — почти 70 % из них не участвовали в голосовании, поставив рекорд неучастия в выборах. 73 % от числа голосовавших высказались за ограничение срока полномочий президента пятью годами, и новый закон о сроках полномочий президента вступил в силу.
Выборы в мае 2007 года принесли во втором туре победу лидеру голлистской партии, экс-министру внутренних дел (2002—2007) Николя Саркози.
В июле 2008 года президент Саркози выдвинул проект конституционной реформы, которая получила поддержку парламента. Эта реформа Конституции стала самой значительной за время существования Пятой республики: поправки были внесены в 47 из 89 статей документа.